# Польсько-білоруський етнічний конфлікт

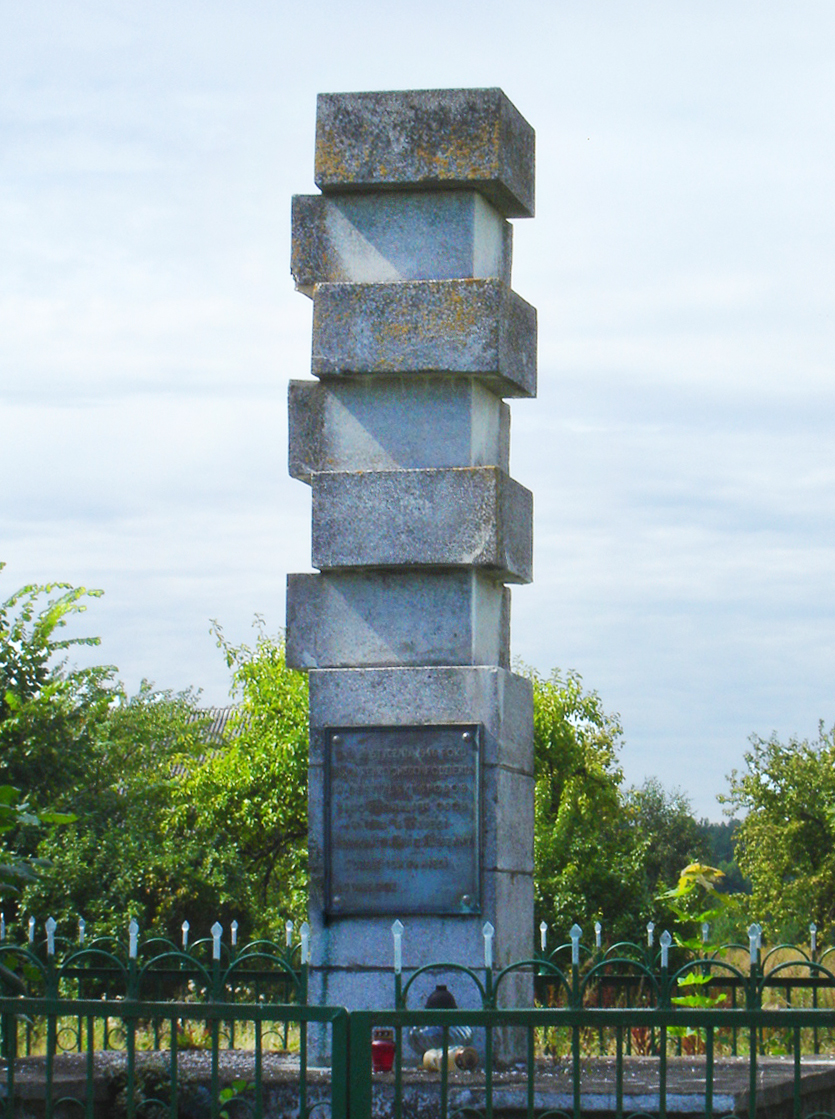
Пам'ятник білоруським селянам, які загинули під час нападу польських партизанів, с. Залешаны

Польсько-білоруський конфлікт (пол. Konflikt polsko-białoruski, біл. Польска-беларускі канфлікт) — міжетнічний конфлікт на території Західної Білорусі (в тому числі Білосточчини і Підляшшя) в 1939—1954 роках.
Деякі явища цих подій наклали свій відбиток на сучасні відносини між польським і білоруським населенням прикордонного краю.

## Передісторія
Етнічні контакти між білоруським і польським народами мають давні традиції. Посилення польського культурного впливу на Білорусь припадає на період після Люблінської унії (1569 р.), коли була створена федеративна держава Річ Посполита. Внаслідок поділів Речі Посполитої (1772, 1793, 1795 рр.) усі білоруські землі увійшли до складу Російської імперії.
Довгий час католицтво вважалося «польською вірою», а православ'я — «руською вірою», відповідно прикордонне населення формально й неофіційно класифікувалося як «польське» чи «руське». На початку ХХ ст. з'явилися національно-культурні та політичні сили, які ставили за мету політичне самовизначення білорусів – у формі складової частини чи автономії в демократичній Російській республіці, федерації з народами колишньої Речі Посполитої чи незалежна держава, яка охоплювала б етнічну територію білорусів.

## Історія
У період перебування Західної Білорусі у складі Польщі місцеве білоруське населення страждало від політики держави щодо національних меншин. Проводилася полонізація.
Відносини між білорусами і поляками значно загострилися у зв'язку з подіями Другої світової війни, а саме після Польської кампанії Червоної Армії і приєднання «східних кресів» до БРСР. Місцеве білоруське населення позитивно зустріло приєднання до радянської держави та возз'єднання зі Східною Білоруссю. Поляки, які були обурені знищенням своєї країни, почали сприймати білорусів як союзників СРСР. Декларована боротьба з радянською окупацією прийняла з часом антибілоруський характер, в першу чергу на Білосточчині.
З початком німецької окупації в 1941 році нацистська адміністрація використовувала існуючі в регіоні міжетнічні протиріччя. Навіть під час війни тут діяли незалежно один від одного два напрямки антифашистського руху — прокомуністичні партизани і польське угруповання «Армія Крайова» (АК). Однак відкритих зіткнень між поляками і білорусами не відбувалося (за винятком акцій проти білоруських колаборантів). Польське підпілля АК і радянські сили навіть співпрацювали в боротьбі з нацистами.
У цей період міжетнічний конфлікт головним чином проявлявся в протистоянні націоналістичних еліт, як лояльних до окупаційної адміністрації, так і антинацистських. Все ж мали місце випадки, коли етнічні білоруси, які підтримали нацистів, спрямовували свою діяльність проти структур польського підпілля, що відгукнеться у повоєнному ставленні до білорусів.
У повоєнні роки почалося загострення етнічної ситуації через переділ кордону: поляки Гродненської, Брестської, Молодечненської та Баранавицької областей не хотіли залишатися під радянською владою, а білоруси Білосточчини — під польською. Після видворення Вермахту з білорусько-польського прикордоння націоналістично налаштоване польське антирадянське підпілля прагнуло повернути регіон до складу Польщі. На період 1944—1950 років викладає пік терористичних акцій з боку польських націоналістів. Польські партизани прагнули вигнати білорусів за лінію Керзона, використовуючи як погрози, так і фізичне насильство, аж до грабунків і вбивств. Атаки проводилися і на території Польщі, і на території БРСР.
Спільними зусиллями СРСР і Польської Народної Республіки підпілля вийшло розгромити. Останні загони польських націоналістів залишалися в білоруських лісах до 1954 року.

## Інциденти
- Вересень 1939: в умовах безвладдя при початку радянського вторгнення в м. Скідель організовано збройне повстання білорусів проти польської влади[ru][7]. На північно-східних землях Польської Республіки починаються вбивства етнічних поляків (в цілому вбито близько 73 осіб). Серед таких випадків — події в Третьяках[be], масові вбивства в Малій Берестовиці[pl], Будовлевський самосуд[be], вбивства в Лериполі[pl].
- 1944—1946: понад 500 білорусів, зареєстрованих на переселення з Польщі в БРСР, були вбиті польськими партизанами[3].
- Серпень 1944 — травень 1945: в результаті акцій АК в Островецькому, Гродненському, Свірському і Лідському краях було вбито щонайменше 148 осіб[3].
- Січень — лютий 1946: група польських партизанів Ромуальда Райса здійснює масове вбивство білорусів Підляшшя. Було вбито 79 осіб.

## Наслідки
Післявоєнний терор антирадянського підпілля створив і зміцнив у свідомості білорусів негативний образ поляків, які вбивають мирних селян за віросповідання і національну приналежність. Слід зазначити, що негативний стереотип про білорусів, як про союзників СРСР у свою чергу закріпився у свідомості поляків. Подібні взаємні образи протягом довгого часу заважали розвитку міжетнічних відносин. Польська Республіка знову ґрунтовно позиціонувалася як моноетнічна держава.

## Публікації по темі
pl
- Białorusini i stosunki polsko-białoruskie na Białostocczyźnie 1944-1956: Wybór dokumentów / Oprac. S. Iwaniuk. - Bialystok: T-wo Hist., 1988.
- Stosunki polsko-bialoruskie w wojewodztwie bialostockim w latach 1939—1956, Warszawa 2005.

be
- Весялкоўскі Ю. Што прывяло Армію Краёву на Беларусь. — Лондан, 1995.
- Крывашэй Дз. Беларуска-польскія адносіны ў гады нямецкай акупацыі// Białorunruskie zeszyty historyczne, nr 24, 2005. — s. 153—165.
- Крывашэй Дз. Польская супольнасць Беларусі пад час акупацыі // Беларусь у выпрабаваннях Вялікай Айчыннай вайны: масавыя забойствы нацыстаў, Мн., 2005, с. 139—148.
- Туронак Ю. Беларусь пад нямецкай акупацыяй. — Мн., 1993.

ru
- Великий А.Ф., Ставропольский альманах Российского общества интеллектуальной истории: вып. 6 (специальный): материалы международного научного семинара «Своё» и «Чужое» в исследовательском поле «истории пограничных областей», Пятигорск, 16-18 апреля 2004 г. – Ставрополь: Изд-во СГУ, 2004 – С.146-154.
  - Межнациональная напряженность в белорусско-польском пограничье. 1944-1946 гг.